# Six Sigma

Symbol six sigma

Six Sigma je strategie řízení, původně vyvinutá společností Motorola. Rozpracována byla ještě poté společnostmi Allied Signal (dnes Honeywell) a GE. Dnes se používá v různých odvětvích průmyslu. Klade si za cíl dosáhnout procesní úrovně 6 sigma odstraněním či snížením variability procesů. Snaží se identifikovat a odstranit příčiny defektů a chyb v procesech výroby a obchodu, k čemuž používá metodiky DMAIC.

## Klíčové pojmy
- DMAIC – jedna z metodik Six Sigma, zaměřená na proces řízení. Jde o zkratku slov: Define (definice), Measure (měření), Analyze (analýza), Improve (zlepšení), Control (řízení).
- DPMO – počet vad na milión příležitostí k vadě (Defects per Milion Opportunities)
- CTQ – hraniční meze rozhodující o kvalitě (Critical To Quality)
- DOE – plánovaný experiment, metoda řízené změny vstupních parametrů, zjištění vlivu na výstupy (Design of Experiments).
- DFSS (Design for Six Sigma) – jedna z nejnovějších metodik v Six Sigma, poskytuje nástroje pro navrhování a znovunavrhování produktů a procesů, ve kterých tyto produkty vznikají tak, aby se jejich návrh povedl hned napoprvé. (do DFSS zapadá metodicky Lean Design, SSPD…).
- SSPD (Six Sigma Process Design) – jedna z nejnovějších metodik v Six Sigma, poskytuje nástroje pro navrhování a znovunavrhování procesů tak, aby se jejich návrh povedl hned napoprvé.
- DCDOC – akronym Define, Conceptualize, Design, Optimize, Control - je to obdoba základního DMAIC cyklu, využívá se v metodice DFSS (Six Sigma Process Design).
- CDOC – akronym Conceptualize, Design, Optimize, Control - je to obdoba základního DMAIC cyklu, využívá se v metodice SSPD (Six Sigma Process Design).
- DMADV – jedna z metodik Six Sigma, zaměřená proces vývoje. Jde o zkratku slov: Define (definice), Measure (měření), Analyze (analýza), Design (návrh), Verify (ověření).

## Hodnocení úrovně kvality sigma
- One Sigma = 690 000 DPMO ⇒ efektivita 31 %
- Two Sigma = 308 000 DPMO ⇒ efektivita 69,2 %
- Three Sigma = 66 800 DPMO ⇒ efektivita 93,32 %
- Four Sigma = 6 210 DPMO ⇒ efektivita 99,379 %
- Five Sigma = 230 DPMO ⇒ efektivita 99,977 %
- Six Sigma = 3,4 DPMO ⇒ efektivita 99,9997 %

## Další podobné filosofie
- Lean
- Statistické řízení procesů
- Lean Six Sigma
- Teorie úzkých míst
- Agile
- Komplexní řízení kvality

## Statistický software pro Six Sigma
- Minitab – software společnosti Minitab Inc., který byl navržen jako software pro podporu výuky statistiky na vysokých školách a univerzitách. Je to první program, který začal být vyvíjen pro potřeby metodiky Six Sigma.
- JMP – software společností S.A.S., který je dodáván společností S.A.S. v rámci školení a implementace metodiky Six Sigma.
- Statistica Six Sigma – software společnosti StatSoft, Inc., který je nabízen jako robustní řešení – podobně jako SAP, LCS Helios, apod.
- MS Excel – program sám o sobě není softwarem vhodným pro Six Sigma, ovšem je možné v něm pomocí naprogramování maker provádět některé výpočty (Regulační diagramy, Pareto, histogramy…)